# 誰がために鐘は鳴る
『誰がために鐘は鳴る』(For Whom the Bell Tolls)は、1940年に出版されたアーネスト・ヘミングウェイの小説である。スペイン内戦中に共和党のゲリラ部隊に所属していた若いアメリカ人志願兵、ロバート・ジョーダンの物語である。彼は、爆破担当者として、彼はセゴビア市への攻撃中に橋を爆破する任務を与えられる。
この本はスペイン内戦（1936-1939年）の終結直後に出版されたが、その戦争の大筋は当時よく知られていた。読者は、その戦争が、多くの外国人が支援に赴き、共産主義ソ連の支援を受けた第二スペイン共和国政府と、ナチスドイツとファシストイタリアの支援を受けた国民党派との間の戦争であったことを知っているものと想定されている。この本が出版された1940年には、1939年9月1日にナチスドイツのポーランド侵攻で始まった第二次世界大戦に米国はまだ参戦していなかった。
この小説は、『日はまた昇る』、『武器よさらば』、『老人と海』とともにヘミングウェイの最高傑作の一つとされている。

## 背景
アーネスト・ヘミングウェイは1939年に『誰がために鐘は鳴る』を3か所で執筆した。キューバのハバナ、フロリダ州キーウェスト、アイダホ州サンバレーである。 キューバではホテル・アンボス・ムンドス
に住み、原稿に取り組んだ。
小説は1940年7月にニューヨークのインターコンチネンタル・ニューヨーク・バークレー・ホテル
で完成し、10月に出版された。
物語はヘミングウェイが北米新聞同盟の記者としてスペイン内戦中に経験したことに基づいており 共和党のためにスペインのゲリラと共に戦うアメリカ人が登場する。小説は戦争の残酷さを生々しく描写し、主に主人公ロバート・ジョーダンの考えや経験を通して語られる。小説の登場人物には、完全に架空の人物、実在の人物をモデルにした架空の人物、そして実際に戦争に参加した人物が含まれている。マドリードとセゴビアの間にあるグアダラマ山脈を舞台に、物語は4日3晩にわたって展開される。
『誰がために鐘は鳴る』はブック・オブ・ザ・マンス・クラブの選定図書となり、数か月で50万部を売り上げ、ピューリッツァー賞の最終候補に残り、ヘミングウェイの文学的勝利となった。 1940年10月21日に出版され、初版は75,000部で価格は2.75ドルだった。
この本のタイトルは、形而上学的詩人 ジョン・ダンの健康、苦痛、病気に関する一連の瞑想と祈り（ダンが危うく死に瀕した病気から回復する間に書かれた）から取られており、1624年に『危篤時の祈り』（Devotions upon Emergent Occasions）として出版され、具体的には『瞑想 XVII』である。ヘミングウェイは、この瞑想の一部を（ダンの元の綴りを使用して）本のエピグラフに引用している。ダンは、当時一般的だった 葬送の鐘を鳴らす習慣に言及している。

## あらすじ
ロバート・ジョーダンはアメリカ人で、かつてはモンタナ大学のスペイン語教授だった。戦前のスペインに住んでいたことがあり、フランシスコ・フランコのファシスト軍に対して共和国の非正規兵として戦っている。熟練したダイナマイト使いである彼は、ソ連の将軍から敵陣の背後に回り、地元の反ファシスト ゲリラの一団の助けを借りて橋を破壊し、敵軍が迫りくる攻勢に反応するのを阻止するよう命令を受ける。この任務中、ジョーダンは反乱軍の「老人」アンセルモと出会い、マドリードとセゴビアの間にあるグアダラマ山脈の隠れたゲリラキャンプに連れて行かれる。
アンセルモは当初、ジョーダンと他のゲリラ戦士たちとの仲介役を務めていた。ゲリラ戦士には、アグスティン、プリミティーボ、フェルナンド、兄弟のアンドレスとエラディオ、そしてしばしば蔑称で「ジプシー」と呼ばれるラファエルがいる。
キャンプでジョーダンはマリアと出会う。マリアは、戦争勃発時に両親が処刑され、ファランヘ党（ファシスト連合の一部）の手で強姦され、人生がめちゃくちゃになっていた若いスペイン人女性である。彼の強い義務感は、ゲリラのリーダーであるパブロが自分と仲間を危険にさらすような作戦に加わりたくないという気持ちと、マリアへの愛から生まれたジョーダン自身の新たな生への渇望と衝突する。パブロの妻で意志の強いピラールは、他のゲリラの支持を得て、パブロをリーダーの座から引きずり下ろし、ゲリラとしてジョーダンの使命に忠誠を誓う。
エル・ソルド率いる反ファシストゲリラの別の一団がジョーダンの任務を支援するために襲撃中に包囲され殺害されると、パブロはダイナマイトの起爆装置と爆発装置を盗み、破壊を阻止し、ファシストの報復を回避しようとする。パブロは起爆装置と爆発装置を峡谷の川に投げ捨てて処分したが、仲間を見捨てたことを後悔し、作戦を支援するために戻る。
敵は攻勢の到来を察知し、大規模な待ち伏せ攻撃の準備を整えており、橋が爆破されても敗走を阻止できるとは思えない。しかしジョーダンは、明確な命令がない限り、橋を破壊しなければならないことを承知している。パブロが盗んだ起爆装置がないため、ジョーダンは別の方法を考案した。遠くからピンを引っ張れるように針金を付けた手榴弾を使ってダイナマイトを爆発させるのだ。
この即席の計画は、ゲリラが爆発地点に近づかなければならないため、かなり危険だった。ピラール、パブロ、その他のゲリラが橋の両端の支柱を攻撃している間に、ジョーダンとアンセルモはダイナマイトを設置して爆発させたが、アンセルモは破片に当たって命を落とした。逃走中、ジョーダンは戦車に馬を撃たれて重傷を負う。傷がひどく、生き残る見込みがほとんどなく、他の兵士たちの足手まといになることを承知したジョーダンは、マリアに別れを告げ、生き残ったゲリラたちとともにマリアが安全な場所へ逃げられるようにする。彼はアグスティンの射殺の申し出を断り、死ぬ前に敵将校を殺して仲間の追跡を遅らせようと、苦しみながら横たわって待つ。物語は、ジョーダンが、自分が意識を失うか死ぬかしなければ、待ち伏せ攻撃を仕掛ける絶好の機会を待つところで終わる。

## 登場人物
- ロバート・ジョーダン – アメリカの大学のスペイン語講師であり、爆破と爆発物の専門家。
- アンセルモ – ロバート・ジョーダンの年配のガイド。
- ゴルツ – 橋の破壊を命じたソビエト将校。
- パブロ – 反ファシストゲリラ集団のリーダー。
- ラファエル – 善意はあるが無能で怠惰なゲリラ、そしてジプシー。
- マリア – ロバート・ジョーダンの若い恋人。
- ピラール – パブロの妻。年老いているが強い女性で、ゲリラ部隊の事実上のリーダーである。
- カルコフ – マドリードのソ連のエージェント兼ジャーナリストであり、ジョーダンの友人。
- アグスティン – 口の悪い中年のゲリラ。
- エル・ソルド – ゲリラ仲間のリーダー。
- フェルナンド – 中年のゲリラ。
- アンドレスとエラディオ – 兄弟であり、パブロのゲリラ集団のメンバー。
- プリミティーヴォ – パブロの仲間の古いゲリラ。
- ホアキン - 熱心な十代の共産主義者。ソルドのゲリラ集団のメンバー。

## イメージ
この小説には大地や地球のイメージが出てくる。 このイメージは第13章の冒頭でよく知られている。ジョーダンとマリアは森の草原でセックスをする。ジョーダンは「地面が彼らの下から動いて離れていく」のを感じる。その後、彼はマリアに「地面が動くのを感じたか？」(Did thee feel the earth move?)と尋ねると、マリアは肯定的に答える。
このフレーズのバリエーションは文化的な決まり文句となり、しばしばユーモアの意味で使われる。オックスフォード英語辞典には「地球が動く」(the earth moves)というフレーズが掲載されており、「オーガズムの経験を指すために使用される」と説明され、「アーネスト・ヘミングウェイの『 誰がために鐘は鳴る』で初めて言及された」とある。

## 実際の出来事への言及
この小説はスペイン内戦の2年目である1937年5月下旬に起こったことになっている。 
バリャドリッド、セゴビア、エル・エスコリアル、マドリードへの言及は、この小説が共和党がマドリードの包囲を解こうとする試みの準備段階で起こっていることを示唆している。
グアダラハラの戦いと、その前の混乱と無秩序（そして、もっと一般的には、スペイン共和主義の破滅的な大義）が、この小説の背景となっている。例えば、ロバート・ジョーダンは、共和主義の優れた規律のために共産主義に従うと述べているが、これは共和主義側における無政府主義派と共産主義派の分裂と内紛を暗示している。
第10章でピラールが村のさまざまなファシストが処刑される様子を描写する有名で重要な場面は、 1936年にロンダで起きた出来事から引用されている。ヘミングウェイは後に（1954年にバーナード・ベレンソンに宛てた手紙の中で）この場面は完全に捏造であると主張したが、実際にはロンダでの出来事を基にしており、崖の面まで続く処刑線を想像することで事件を装飾していた。
この本では、スペイン内戦で役割を果たした以下のような実在の人物についても言及されている。
- アンドレウ・ニンは、第18章でカルコフが嘲笑した党であるマルクス主義統一労働者党（ POUM ）の創設者の一人である。
- エンリケ・リスターは、マドリード防衛時に重要な役割を果たした共産主義者の指導者。
- ミハイル・コルツォフは、ソ連のジャーナリストで物語の中でカルコフのモデルである。
- インダレシオ・プリエトは、共和党の指導者の一人で第18章で言及されている。
- 1936年10月にマドリードの防衛を担当したホセ・ミアハ将軍とビセンテ・ロホ将軍はプリエトとともに第35章で言及されている。
- ラ・パシオナリアとしてよく知られているドロレス・イバルリについては、第 32 章で詳しく説明されている。
- アメリカ義勇軍国際旅団のリーダーであるロバート・ヘイル・メリマンとその妻マリオンはヘミングウェイのよく知る人たちであり、ヘミングウェイの主人公のモデルになった可能性がある。[18][19]
- フランス共産党の指導的立場にあり、国際旅団の政治将校であったアンドレ・マルティは、第 42 章で短いながらも重要な登場を果たしている。ヘミングウェイは、マルティを、戦争における共和主義の目的を妨害する偏執狂的な陰謀家として描いている。
- カロル・シフィエルチェフスキ、ポーランド出身のロシアの将軍、通称ゴルツ。
- 戦後独裁政権を樹立することになる反乱軍の司令官、フランシスコ・フランコ。

## 批評家の評価と影響
2019年11月5日、BBCニュースは『誰がために鐘は鳴る』を最も感動的な小説100選のリストに載せた。

### 検閲
1940年、『誰がために鐘は鳴る』は米国郵便局によって郵送不可と宣言された。
1973年、この本は「国家に不利なプロパガンダ」を含んでいるという理由でトルコで禁止された。同年2月21日、トルコの出版者11人と書店主8人が「イスタンブール戒厳令司令部の命令に違反して書籍を出版、所持、販売した罪でイスタンブール戒厳令裁判所で裁判にかけられた。彼らは1ヶ月から6ヶ月の懲役刑と書籍の没収を受ける可能性があった。」

### 言語
出版以来、ヘミングウェイの小説の散文スタイルと会話は批評家から否定的な反応を招いてきた。例えば、エドマンド・ウィルソンは冷淡な批評の中で、ロバート・ジョーダンとマリアの関係に「中世文学の奇妙な雰囲気」が邪魔になっていると指摘した。
さらに、この小説の会話の多くはスペイン語からの直訳を暗示しており、英語の同義語はしばしばぎこちないものになっている。例えば、ヘミングウェイは「what passing that」という構文を使用しているが、これはスペイン語の構文qué pasa queの暗示的な翻訳である。この翻訳は、言語上の「偽の友人」の使用にも及び、例えば「strange」の代わりに「 raro 」から「 rare」、また「trade union」の代わりに「syndicate」から「 sindicato 」を使用している。

### ピューリッツア賞の受賞ならず
1941年、ピューリッツァー賞文学委員会は満場一致で『誰がために鐘は鳴る』をその年のピューリッツァー賞小説部門に授与することを推薦した。ピューリッツァー委員会もこれに同意した。しかし、当時コロンビア大学学長でピューリッツァー委員会の職権上( ex officio)の委員長であったニコラス・マレー・バトラーは、この小説が不快であると判断し、委員会に決定を覆すよう説得した。その結果、その年の小説部門ではピューリッツァー賞は授与されなかった。

### スペインでは
1944年、この本はアルゼンチンの出版社Editorial Claridadによってスペイン語で初めて出版され、その後アルゼンチンまたはメキシコで多くの版が出版された。スペインでは、フランコ政権の検閲局から当初は非常に疑念を持たれ、1942年から43年にかけて、スペインの外交団は、スペインの映画館での上映が許可されなかったこの小説に基づくハリウッド映画の最終編集に影響を与えようとあらゆる手を尽くした。1953年にマドリードで『老人と海』が出版されて以来、ヘミングウェイの短編小説や小説のほとんどはスペインで出版されていた。しかし、『誰がために鐘は鳴る』はそうではなかったが、この小説は時々マスコミで取り上げられた。この本の出版禁止は1968年後半になってようやく解除された。その年の終わりには、『誰がために鐘は鳴る』がEditorial Planetaから出版された。

## 関連作品

### 舞台・映画化
1943年にゲイリー・クーパーとイングリッド・バーグマンの主演で映画化された（これの邦題は『誰が為に鐘は鳴る』と、為が漢字になっている）。
1959年、テレビ版『誰がために鐘は鳴る』がCBSのプレイハウス90で2部構成で放送された。
1965年、BBCは『誰がために鐘は鳴る』をアメリカ英語で4部構成の連続ドラマとミニシリーズとしてテレビ化した。
1978年には宝塚歌劇団によってミュージカル化された。2010年、2011年に再演。
2014年10月、この小説はBBCラジオ4で2部構成のドラマ化された。

### ドキュメンタリー
2012年の映画『ヘミングウェイとゲルホーン』は、ヘミングウェイが『誰がために鐘は鳴る』の執筆を終えようとしていたスペイン内戦中のスペインに滞在していた時期と、アメリカの小説家、旅行作家、従軍記者のマーサ・ゲルホーンとの関係を描いている。ヘミングウェイはゲルホーンからこの小説を書くインスピレーションを得たと語り、ゲルホーンにこの小説を捧げている。